# Herrarnas 10 000 meter i hastighetsåkning på skridskor vid olympiska vinterspelen 1928
Herrarnas 10 000 meter i hastighetsåkning på skridskor vid olympiska vinterspelen 1928 genomfördes 14 februari 1928. 10 skridskoåkare från sex nationer deltog. Tävlingen avbröts under det femte och sista heatet på grund av dålig is.

## Medaljörer
Inga medaljer delades ut.

## Rekord
Dessa rekord gällde inför spelen.
| Världsrekord     | 17.17,4(*) | Armand Carlsen  | Davos (SUI)    | 5 februari 1928 |
| Olympiskt rekord | 18.04,8    | Julius Skutnabb | Chamonix (FRA) | 27 januari 1924 |

(*) Rekordet noterat på höghöjdsbana (minst 1 000 meter över havet) och på naturis.